# Open di Francia 2021 - Doppio maschile in carrozzina
Alfie Hewett e Gordon Reid erano i campioni in carica e hanno riconquistato il titolo, sconfiggendo in finale Stéphane Houdet e  Nicolas Peifer con il punteggio di 6-3, 6-0.

## Teste di serie
1.    Alfie Hewett /  Gordon Reid (campioni)
  2.    Stéphane Houdet /  Nicolas Peifer (finale)

## Tabellone

### Legenda
| - Q = Qualificato - WC = Wild card - LL = Lucky loser | - ALT = Alternate - SE = Special Exempt - PR = Protected Ranking | - w/o = Walkover - r = Ritirato - d = Squalificato |

|  | Semifinali | Semifinali                       | Semifinali                       | Semifinali | Semifinali |  |  | Finale | Finale                         | Finale                         | Finale | Finale |  |
|  |            |                                  |                                  |            |            |  |  |        |                                |                                |        |        |  |
|  | 1          | Alfie Hewett Gordon Reid         | 2                                | 6          | [10]       |  |  |        |                                |                                |        |        |  |
|  |            | Gustavo Fernández Shingo Kunieda | 6                                | 2          | [8]        |  |  | 1      | Alfie Hewett Gordon Reid       | Alfie Hewett Gordon Reid       | 6      | 6      |  |
|  |            | Frédéric Cattaneo Joachim Gérard | Frédéric Cattaneo Joachim Gérard | 1          | 4          |  |  | 2      | Stéphane Houdet Nicolas Peifer | Stéphane Houdet Nicolas Peifer | 3      | 0      |  |
|  | 2          | Stéphane Houdet Nicolas Peifer   | Stéphane Houdet Nicolas Peifer   | 6          | 6          |  |  |        |                                |                                |        |        |  |